# Balancinho
Balancinho é uma canção da cantora brasileira Claudia Leitte. Foi lançada como single em 7 de novembro de 2018 pela Roc Nation e Universal Music. A faixa foi composta por Duller, Cabrera, Jomar Freitas e Anderson Dandir, produzida por Cabrera, e, co-produzida por Luciano Pinto.

## Composição e estrutura
Composição de Duller, Cabrera, Jomar Freitas e Anderson Dandir, e, produzida por Cabrera e co-produzida Luciano Pinto, a canção foi produzida com influência do reggaeton. Segundo Claudia, ela preferiu trabalhar com Cabrera na produção pois ela vem colhendo materiais mais latinos há um tempo e trabalhar  com Cabrera deixa isso fica mais evidente. Antes dessa canção, Claudia havia trabalhado com alguns dos compositores, com Duller em "Largadinho" e em "Tarraxinha", enquanto Cabrera produziu e compôs "Baldin de Gelo". Em entrevista para o Portal POPline, Claudia disse que escolheu gostar a música por simplesmente ter se apaixonado por ela, e ainda ressaltou que para ela gravar uma música, ela precisa estar envolvida. Com origem na Bahia, a canção traz a cara do Estado devido ao seu refrão, os comandos, a coreografia simples e o traço característico da axé music. Essa mistura do reggaeton com a música baiana é permitido pois "o próprio axé permite essa variação e versatilidade, mas as raízes são importantes e a raíz da música baiana é simples." Outro fator que Claudia queria na produção, era deixar a música ótima pra dançar e até trazer um ar infantil e doce, desejando que "Balancinho" "seja uma das canções mais divertidas para o verão."
Em uma publicação do crítico musical Mauro Ferreira para o site G1, a canção "jamais empolga", diferente do que é previsto em um verso da música.

## Lançamento e divulgação
Em 1 de novembro, Claudia anunciou em suas redes sociais, através de um vídeo de um balanço em movimento em um fundo preto, que lançaria sua nova música, "Balancinho", no dia 7 de novembro de 2018. À meia-noite brasileira do dia 7 de novembro, a canção foi lançada para download digital e streaming em diversas plataformas. Por volta das 14 horas, o videoclipe estreou no programa televisivo "Vídeo Show" da Rede Globo, estreando no canal da cantora logo em seguida, às 15 horas, e no programa televisivo "TVZ" da Multishow às 19 horas. No mesmo dia, Claudia concedeu entrevistas à diversos vlogs a fim de promover a música e o videoclipe.  Além disso, Claudia também lançou um hotsite para a música, incluindo links para ouvir "Balancinho", letra de música, videoclipe e fotos.
No mesmo dia, a canção foi enviada para às rádios em uma versão editada intitulada de "versão percussiva". A diferença dessa versão para a original fica nos arranjos, na qual o axé music e suas percussões predominam a versão rádio enquanto o reggaeton predomina a versão lançada para download, streaming e utilizada no vídeo musical.

## Vídeo musical
O videoclipe foi rodado em 6 de setembro em 2018. A gravação ocorreu em um estúdio em São Paulo, utilizando apenas chroma key como cenário e um balanço como objeto de cena. Foi o segundo videoclipe dirigido pela dupla Breno Pineschi e Rafael Cazes.
Durante a gravação do videoclipe, Claudia utilizou 17 figuros diferentes selecionados pelo estilista Yan Acioli com a assistência de Satomi Maeda. No entanto, somente 11 figurinos aparecem no videoclipe. Washington Rocha foi responsável pelo cabelo enquanto a própria cantora fez sua maquiagem.
Ao decorrer do videoclipe, é possível visualizar mais de 200 aparições de Claudia Leitte. De acordo com Claudia para uma entrevista ao Portal POPline, a concepção do videclipe foi imediata: "queria uma sala de dança e ali muitas mulheres. Eu tenho vários papéis em minha vida, sou mulher, mãe, cantora, empresária, artista e equilibrar todas essas funções não é uma tarefa muito fácil, mas é uma tarefa simples porque eu só preciso ser eu e exercer esses papéis que estão dentro de mim." Para a seleção de figurinos, Claudia quis utilizar cores que representa cada uma das funções que ela exerce, a tornando multicolorida quando está sendo cantora. A ideia geral do videoclipe, é mostrar a interação de Claudia com suas diversas facetas enquanto fazem a coreografia da canção.

## Formatos e versões
Download digital
1. "Balancinho" - 2:46

Versão para rádios
1. "Balancinho (Versão Percussiva)" - 2:46

## Créditos
Créditos adaptados do Tidal.
- Claudia Leitte - vocal
- Cabrera - produtor, compositor, teclados, arranjo
- Luciano Pinto - co-produtor
- Duller - compositor
- Jomar Freitas - compositor
- Anderson Dandir - compositor